# Вељко Миљевић
Вељко Миљевић (Дабар, код Санског Моста, 1916 – Лушци Паланка, код Санског Моста, 3. јануар 1943), учесник Народноослободилачке борбе и народни херој Југославије.

## Биографија
Родио се у селу Дабар, код Санског Моста, 1916. године. Бавио се земљорадњом и радио је као шумарски радник. Након немачке окупације Југославије придружио се партизанским јединицама у Подгрмечком крају у јулу 1941. године. У октобру је ушао у састав Првог крајишког НОП одреда. Ушао је у састав коњичког вода чији је задатак био да врше саботаже око Босанског Новог. Као десетар Дабарско-кљевачког вода учествовао је у нападу на жандармеријску касарну у Старом Мајдану и на Италијане у Хусимовцима у новембру и децембру 1941. године. Те године примљен је у КПЈ.
На почетку 1942. године учествује у борбама око Санског Моста и у нападу на Приједор. Био је командир вода и чете у Другој крајишкој бригади. Нарочито се истакао у борбама за ослобођење Јајца. Тада је похваљен од Врховног штаба НОВ и ПОЈ. У јесен 1942. године постао је заменик команданта батаљона. У новембру 1942. године током напада на Босански Нови тешко је рањен гелером у груди. Самовољно је напустио болницу иако није био довољно залечен како би учествовао у нападу на Сански Мост. Због недовољно зарасле ране здравствено стање му се погоршало па је упућен у болницу Корачнице где је после неколико дана преминуо.
Указом Президијума Народне скупштине ФНР Југославије, 5. јула 1951. године, проглашен је за народног хероја.